# Jorge Alcocer Villanueva
Jorge Alcocer Villanueva (León, Guanajuato; 13 de abril de 1955) es un economista y político mexicano. Inicialmente militante de organizaciones políticas de izquierda, ha colaborado con varios partidos políticos. De diciembre de 2018 a julio de 2021 fue coordinador de asesores en la Secretaría de Gobernación de México. Actualmente es consultor privado en materias de economía, política y elecciones. Es Coordinador General del Centro de Estudios para un Proyecto Nacional Alternativo, S.C. (CEPNA) y Director de Asistencia y Capacitación Electoral, S.C.

## Izquierda política
Es licenciado en Economía, egresado de la Universidad Nacional Autónoma de México con estudios de maestría en esa misma Universidad. A partir de 1976 Fue militante del Partido Comunista Mexicano, del Partido Socialista Unificado de México del Partido Mexicano Socialista y del Partido de la Revolución Democrática; de 1979 a 1983 fue coordinador de asesores de los grupos parlamentarios en la Cámara de Diputados del PCM y del PSUM, y el mismo fue diputado federal a la LIII Legislatura de 1985 a 1988 Fue comisionado ante la Comisión Federal Electoral (1986-1991) hasta la fundación del IFE. Ha participado en las reformas político electorales de México desde 1986 hasta la fecha.

## Ruptura con la izquierda
Renunció al PRD en diciembre de 1990. Fue asesor de Jorge Carpizo en la reforma electoral de 1994 y contribuyó también a las de 1990, 1996, y 2007-2008 De 1998 a 1999 fue Subsecretario de Desarrollo Político de la Secretaría de Gobernación durante el sexenio de Ernesto Zedillo cuando era dirigida por Francisco Labastida Ochoa y, cuando Labastida fue postulado candidato del PRI a la Presidencia de México, Alcocer fue nombrado asesor de su campaña. Posteriormente condujo la fundación del partido Fuerza Ciudadana del que fue primer y único presidente, pues no logró mantener su registro en las Elecciones de 2003. Fue coordinador de Relaciones Políticas en el equipo de transición del presidente electo Felipe Calderón (septiembre a noviembre de 2006)
Es director fundador (1993) de la revista Voz y Voto, abocada a temas electorales y de democracia en México, y cada jueves publica en el portal electrónico de la revista su columna Mirador Político (www.vozyvoto.com.mx). Fue articulista de la revista Proceso y del diario Reforma, y colaboró varios años en el noticiero matutino de Carmen Aristegui.
Es autor de varios libros; entre los que figuran Elecciones, Diálogo y Reforma (1994) y El voto de los mexicanos en el extranjero.
En 2021 declaró que utiliza una laringe electrónica debido a afecciones derivadas del tabaquismo.